# Časová pásma ve Francii

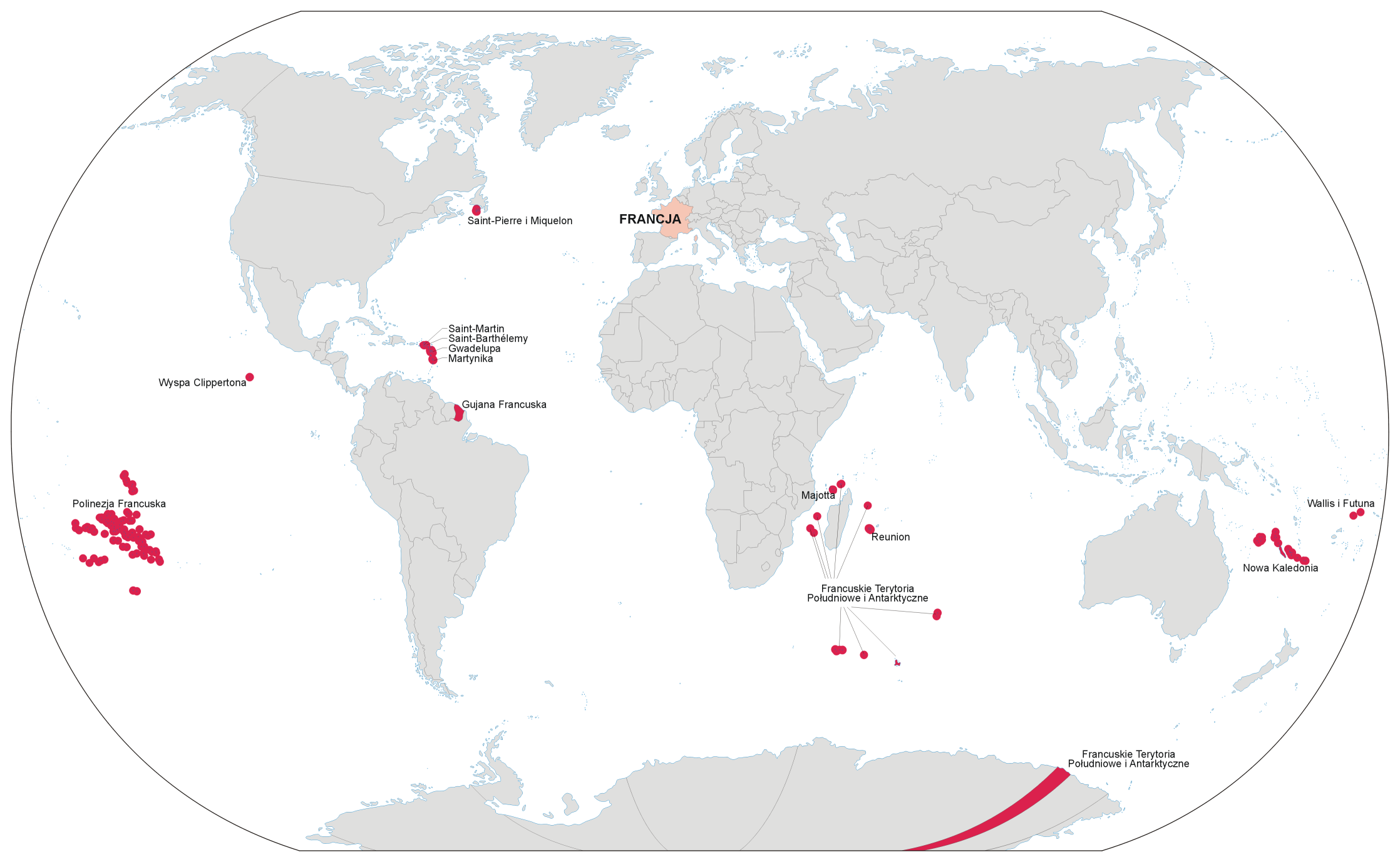
Francouzská území ve světě

Časová pásma ve Francii zahrnují nejen čas v metropolitní Francii, ale i na jejích zámořských územích. Od nejvýchodnějšího cípu (Hunter) k nejzápadnějšímu (Futuna) je rozdíl zeměpisných délek 350°39', což odpovídá časovému rozdílu 23,38 hodiny. Vzhledem k tomu, že území není souvislé, platí zde patnáct časových pásem. Sezónní změna času se aplikuje na většině území.

## Standardizovaný čas
Zákonný čas ve Francii upravuje dekret 2017-292 z 6. března 2017. Podle něj je základním zákonným časem koordinovaný světový čas a pro jednotlivá území jsou stanoveny posuny oproti němu — pro metropolitní Francii o plus jednu hodinu (UTC+01:00) a pro zámořské regiony různě od mínus čtyř do plus čtyř hodin, přičemž na Guadelupu a Martiniku je dekret podmíněn souhlasem zdejších zastupitelstev.
Dekret platí i pro zámořská společenství a Novou Kaledonii, v nichž je jeho platnost podmíněna souhlasem zdejších zastupitelstev, a také na Francouzských jižních a antarktických územích, pro než ho musí schválit konzultativní rada tohoto teritoria. Přehled francouzských území a na nich standardizovaných časů je v tabulce níže.
| Území                                                | Území                                                | Standardní čas | Letní čas    |
| ---------------------------------------------------- | ---------------------------------------------------- | -------------- | ------------ |
| Francouzská Polynésie                                | Společenské ostrovy, Tuamotu, Jižní souostroví       | UTC−10:00      | není zaveden |
| Francouzská Polynésie                                | Markézy                                              | UTC−09:30      | není zaveden |
| Francouzská Polynésie                                | Gambierovy ostrovy                                   | UTC−09:00      | není zaveden |
| Clippertonův ostrov                                  | Clippertonův ostrov                                  | UTC−08:00      | není zaveden |
| Guadeloupe, Martinik, Svatý Bartoloměj, Svatý Martin | Guadeloupe, Martinik, Svatý Bartoloměj, Svatý Martin | UTC−04:00      | není zaveden |
| Francouzská Guyana                                   | Francouzská Guyana                                   | UTC−03:00      | není zaveden |
| Saint Pierre a Miquelon                              | Saint Pierre a Miquelon                              | UTC−03:00      | UTC−02:00    |
| metropolitní Francie                                 | metropolitní Francie                                 | UTC+01:00      | UTC+02:00    |
| Bassas da India, Europa, Juan da Nova, Mayotte       | Bassas da India, Europa, Juan da Nova, Mayotte       | UTC+03:00      | není zaveden |
| Crozetovy ostrovy, Glorieuses, Réunion, Tromelin     | Crozetovy ostrovy, Glorieuses, Réunion, Tromelin     | UTC+04:00      | není zaveden |
| Kergueleny, Ostrovy Svatý Pavel a Amsterdam          | Kergueleny, Ostrovy Svatý Pavel a Amsterdam          | UTC+05:00      | není zaveden |
| Adélina země                                         | Adélina země                                         | UTC+10:00      | není zaveden |
| Nová Kaledonie                                       | Nová Kaledonie                                       | UTC+11:00      | není zaveden |
| Wallis a Futuna                                      | Wallis a Futuna                                      | UTC+12:00      | není zaveden |

### Hranice
Hranice mezi zónami odpovídají hranicím jednotlivých územních celků. Kromě metropolitní Francie a Francouzské Guayany to jsou ostrovy.

### Sezónní změna času
Dekret 2017-292 zavádí letní čas pro metropolitní Francii a společenství Saint Pierre a Miquelon. Pro vlastní Francii nastává přechod na tento čas (UTC+02:00) v souladu se směrnicí Evropská unie 2000/84/ES ze dne 19. ledna 2001 poslední březnovou neděli, kdy se ve 2 hodiny posouvá čas o jednu hodinu dopředu, a návrat poslední říjnovou neděli, kdy se ve 2 hodiny posouvá čas o jednu hodinu zpět. Ve společenství Saint Pierre a Miquelon je letní čas definován jako UTC−02:00 a datum přechodu je zmocněn stanovit ministr průmyslu a zámoří.

## Historie

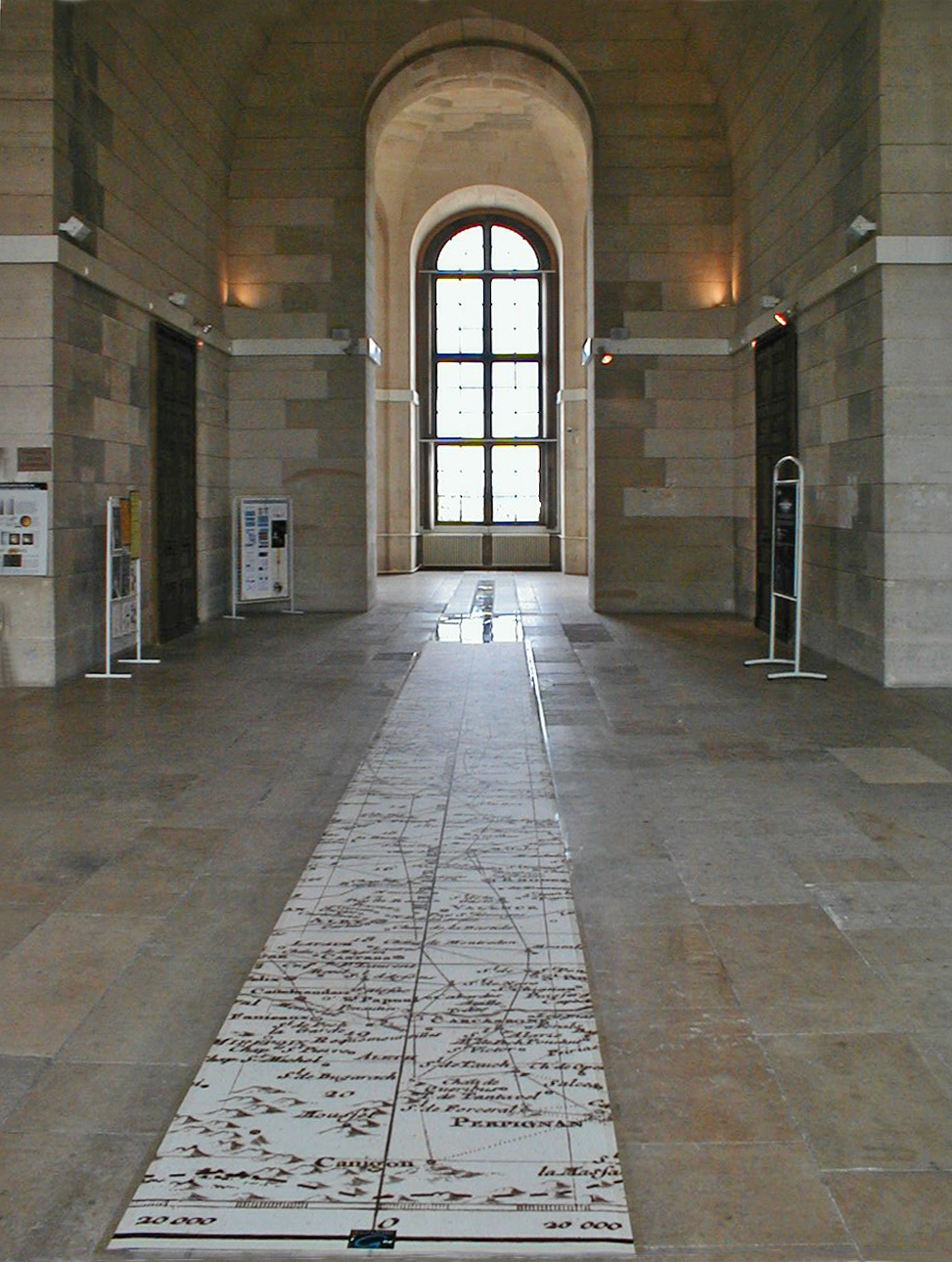
Pařížský poledník k němuž byl ve Francii až do roku 1978 vztažen zákonný čas

Ve starověku byla Francie jako provincie Galie součástí Římské říše a čas se stanovoval podle „římských hodin“ (horae temporales), které dělily den na dvanáct stejných dílů a také noc na dvanáct dílů. Jejich délka se měnila s roční dobou. Ve středověku se měření času odvíjelo od kanonických hodin. Přesnější údaje poskytovaly sluneční hodiny. Se vzrůstající přesností mechanických hodin se prosazovalo rovnoměrné dělení času. Na počátku osmnáctého století bylo měření už tak přesné, že zaznamenávalo rozdíl od slunečního času. V roce 1826 v Paříži stanovili pro své hodiny střední sluneční čas.
Potřeba sjednotit čas narůstala s rozvojem železnice a používání místních časů, které se liší místo od místa, bylo neudržitelné. Proto byl pro francouzské dráhy standardizován čas jako pařížský mínus pět minut. Tak se stalo, že v druhé polovině devatenáctého století měla francouzská města dvojí časy: čas hlavního města a místní čas. Velká města přijala postupně pařížský čas, např. Nantes v roce 1880. Standardizace času na celém území státu byla uložena zákonem ze dne 14. března 1891, který zavedl pařížský čas v metropolitní Francii a Alžírsku. Zákonem z 9. března 1911 přijala Francie greenwichský střední čas (GMT) a rovněž i rozdělení dne na 24 hodin namísto dvakrát 12 hodin, jak bylo doporučeno v říjnu 1884 na mezinárodní meridiánové konferenci.
Během první světové války platila na obsazeném francouzském území německá úprava času. Ve Francii byl zákonem z 9. června 1916 zaveden letní čas. Jeho jediný článek uvádí, že „do 1. října 1916 bude od data, které bude určeno dekretem, čas stanovený zákonem z 9. března 1911 posunut o šedesát minut“. Prováděcí dekret z následujícího dne stanovil, že „v noci ze 14. na 15. června ve třiadvacet hodin bude zákonný čas posunut o šedesát minut“. Následně schválilo Národní shromáždění nový zákon, který prodloužil podmínky předchozího zákona s cílem snížit spotřebu energie.
Zákon ze dne 24. května 1923 ustanovil pravidelnou sezónní změnu času. Od té doby se v metropolitní Francii čas měnil na UTC±00:00 první sobotu v říjnu o půlnoci a na UTC+01:00 v sobotu mezi posledním březnem a třetím dubnem v 11 hodin, a to až do druhé světové války. Během ní uplatňovala německá okupační správa od jara 1940 německý čas. Zatímco v okupované zóně platil čas UTC+02:00, na svobodném území zůstal v platnosti čas o hodinu pozdější. V listopadu 1940 se ani jedna zóna nevrátila k zimnímu času. Metropolitní Francie tak byla rozdělena mezi dvě časová pásma. To působilo značné obtíže železniční, civilní a vojenské dopravě. Z tohoto důvodu vláda ve Vichy rozhodla synchronizovat čas od 5. května 1941 s časem okupačních úřadů. Po vstupu německých a italských vojsk do svobodného pásma 11. listopadu 1942 se pravidelně uplatňovala sezónní změna času podle pravidel Říše. Spojenecká vojska, které se v červnu 1944 vylodila ve Francii, měla čas nastaven na britský dvojitý letní čas, tj. GMT+2, což bylo stejně jako okupační síly. Ty přešly 2. října 1944 na německý zimní čas (GMT+1) a 8. října je následovala část osvobozeného území. Spojenci vrátili k letnímu času (GMT+2) 2. dubna 1945.
Po osvobození prozatímní vláda Charlese de Gaulla 14. srpna 1945 rozhodla, že návrat k zákonnému času (GMT) bude proveden ve 2 etapách (16. září a 18. listopadu 1945) a že se upustí od sezónní změny času. 16. září 1945 byl obnoven francouzský letní čas (GMT+1), což bylo stejně jako ve Velké Británii. Ještě než došlo ke druhému posunu, byl 5. listopadu 1945 článek 2 dekretu zrušen a ve Francii zůstal středoevropský čas (GMT+1) až do roku 1976. Po prvním ropném šoku obnovila vláda sezónní změnu času vyhláškou z 19. září 1975. Příslušné období bylo stanoveno od 28. března do 28. září 1976. Opatření bylo prezentováno jako prozatímní, ale zůstalo v platnosti až dosud (2022). Dekretem z 9. srpna 1978 byl zrušen zákon z roku 1911 a základem zákonného času se stal koordinovaný světový čas (UTC), čímž se definitivně upustilo od odkazu na pařížský čas. Od roku 1981 do roku 1995 nastával přechod na letní čas poslední neděli v březnu a přechod na zimní čas poslední neděli v září. Od roku 1996 se přechod na zimní čas posunul na poslední neděli v říjnu. V roce 1998 bylo období letního času harmonizováno v celé Evropské unii směrnicí 97/44/ES, která stanovila přechod na letní čas poslední neděli v březnu a přechod na zimní čas poslední neděli v říjnu; harmonizace je zachována směrnicí 2000/84/ES.
Preference stabilního času
V srpnu 2018 zahájila Evropská komise veřejnou konzultaci s cílem shromáždit názor občanů EU na zachování střídání letního a zimního času. Ze 4,6 milionu zúčastněných uživatelů internetu se 80 % vyslovilo pro ukončení změny. Přitom ⅔ respondentů byly z Německa, 7, což je země, kde je téma nejcitlivější a obyvatelstvo s cítí znepokojeno. Na základě výsledků navrhla 14. září 2018 Evropská komise směrnici, podle níž „poslední povinný přechod na letní čas proběhne v neděli 31. března 2019. Členské státy, které chtějí trvale zachovat zimní čas, budou mít možnost provést konečnou sezónní změnu času v neděli 27. října 2019. Od tohoto data již nebudou sezónní změny času možné“. Tento návrh musel být schválen Evropským parlamentem a Radou, nicméně členské státy na zasedání Rady ministrů zrušení změny času odložily, neboť se obávaly, že by nezkoordinované změny destabilizovaly leteckou dopravu a jednotný trh. V návaznosti na to vyhlásilo Národní shromáždění, že Francouzi mohou na jeho webových stránkách hlasovat od 4. února do 3. března 2019 ohledně zachování nebo zrušení letního času a také se vyjádřit, jakému času dávají přednost. Konzultace obdržela 2 103 999 odpovědí s tím, že 61,16 % respondentů má negativní nebo velmi negativní zkušenost se změnou času a 83,71 % si ji přeje ukončit. V případě stabilního času by 51,29 % zvolilo UTC+2 (aktuální letní čas), 36,71 % UTC+1 (čas v zimě) a 12 % UTC±0 (čas odpovídající geografické poloze většiny území).